# デヴィッド・ザッカー
デヴィッド・ザッカー（David Zucker, 1947年10月16日 - ）は、アメリカ合衆国の映画監督、脚本家、映画プロデューサー。

## 来歴
ウィスコンシン州ミルウォーキーで不動産業を営む家に生まれる。ショアウッド・ハイスクールを卒業。
ウィスコンシン大学マディソン校を卒業後、弟のジェリー、友人のジム・エイブラハムズと共に「ケンタッキー・フライド・シアター」というコントの舞台公演を始める。舞台の成功後は映画界にも進出し、共同映画製作チーム「ZAZ」の一員として『フライングハイ』や『裸の銃を持つ男』シリーズなどといったコメディ映画を撮っていった。
1990年代以降は単独で活動することが多いが、『最終絶叫計画4』などかつてと同じくコメディ映画を手掛けることが多い。

## 私生活
1997年にダニエル・ザッカーと結婚し、2人の子どもをもうけたが、2019年に離婚した。ダニエルは女性名のDanielle。弟のジェリー・ザッカーも映画監督である。ザッカー兄弟にはスーザン・ブレスラウという姉妹もいる。

## 主なフィルモグラフィ
- ケンタッキー・フライド・ムービー The Kentucky Fried Movie (1977) - 脚本
- フライングハイ Airplane! (1980) - 監督・脚本
- フライング・コップ 知能指数0分署 Police Squad! (1982) - 第1話、監督・製作総指揮
- トップ・シークレット Top Secret! (1984) - 監督・脚本
- 殺したい女 Ruthless People (1986) - 監督
- 裸の銃を持つ男 The Naked Gun: From the Files of Police Squad! (1988) - 監督・製作総指揮・脚本
- 裸の銃を持つ男2 1/2 The Naked Gun 2½: The Smell of Fear (1991) - 監督・脚本
- 大錯乱 Brain Donors (1992) - 製作総指揮
- For Goodness Sake (1993) - 監督・製作・脚本
- 裸の銃を持つ男PART33 1/3/最後の侮辱 Naked Gun 33 1/3: The Final Insult (1994) - 製作・製作総指揮・脚本
- 雲の中で散歩 A Walk in the Clouds (1995) - 製作
- For Goodness Sake II (1996) - 製作
- ハイスクール・ハイ High School High (1996) - 製作・脚本
- ベースケットボール/裸の球を持つ男 BASEketball (1998) - 監督・製作・脚本
- フォーン・ブース Phone Booth (2002) - 製作
- セレブな彼女の落とし方 My Boss's Daughter  (2003) - 監督
- 最'狂'絶叫計画 Scary Movie 3 (2003) - 監督
- 最終絶叫計画4 Scary Movie 4 (2006) - 監督
- 鉄板ニュース伝説 News Movie (2008) - 製作
- スーパーヒーロームービー!! -最'笑'超人列伝- Superhero Movie (2008) - 製作
- 最終突撃取材計画! An American Carol (2008) - 監督・製作・脚本
- Scary Movie 5 (2013) - 製作・脚本